# 田島大牧線

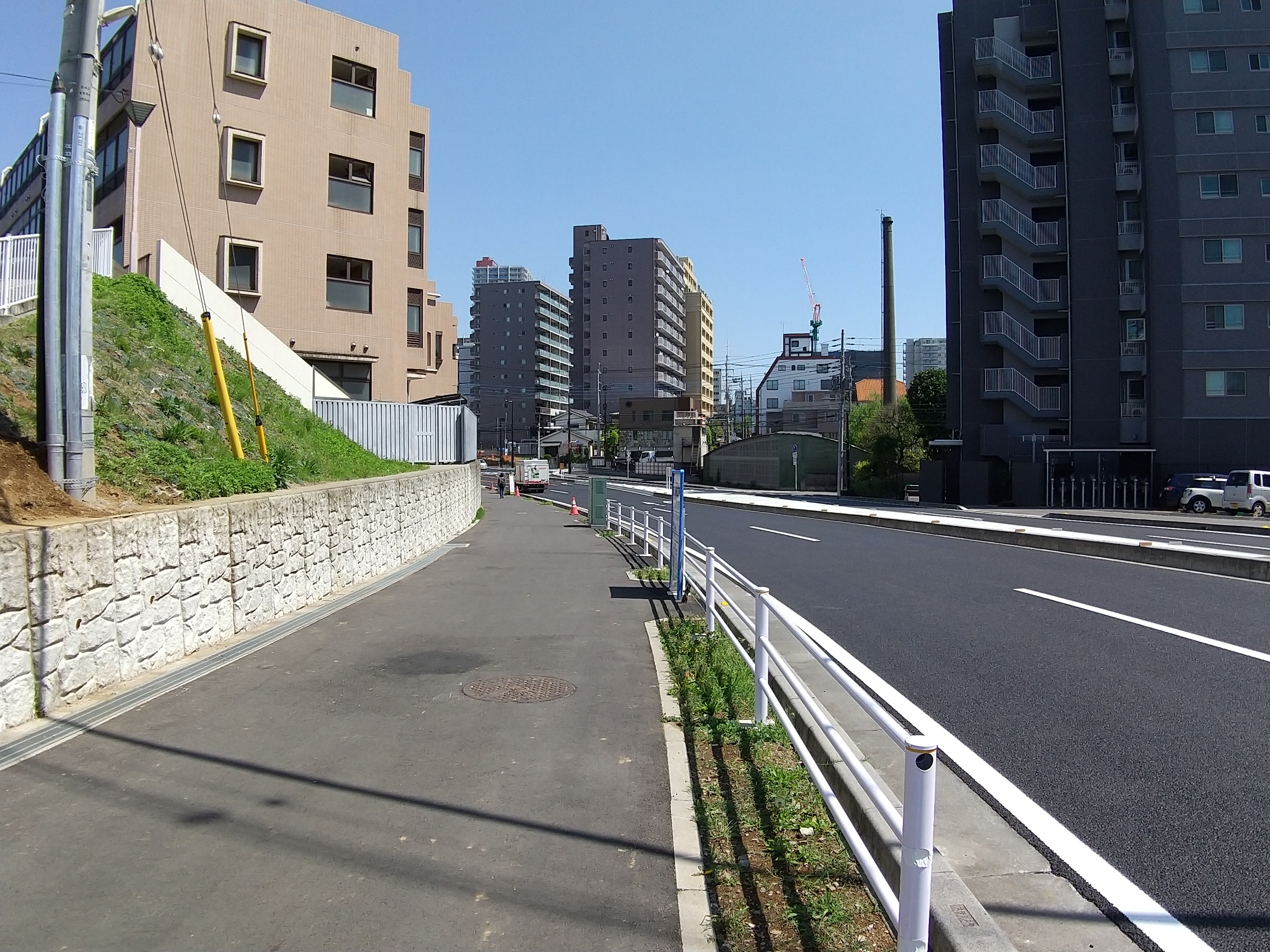
さいたま市南区別所付近

田島大牧線（たじまおおまきせん）は、埼玉県さいたま市桜区から埼玉県さいたま市緑区に至る、さいたま市の都市計画道路。浦和駅直近を通り、さいたま市の東西を結ぶ4車線の幹線道路として計画されている。京浜東北線・宇都宮線・高崎線から東側は「日の出通り」と呼ばれている。

## 概要

### 路線データ
- 起点 - さいたま市桜区田島九丁目
- 終点 - さいたま市緑区大字大牧字梅所
- 主な経由地 - さいたま市緑区原山四丁目
- 延長 - 8 460 m
- 車線 - 4車線
- 幅員 - 25 m
- 都市計画道路名称 - さいたま3・3・16号田島大牧線

1963年（昭和38年）8月12日に都市計画決定した路線。国道17号新大宮バイパスから国道463号の浅間橋（見沼代用水西縁）までを結ぶ道路。整備計画では一部2車線区間を除き4車線。拡幅した志木街道を埼京線中浦和駅手前まで進み、そこで南に別れて国道17号へと直線で進む。その後、北側に曲がる形で浦和駅南側で京浜東北線・宇都宮線・高崎線の高架下をくぐり、太田窪、原山を直進して埼玉県道1号さいたま川口線（第二産業道路）と交差する。プラザイーストを過ぎたあたりで国道463号と合流し、そこから東は拡幅する形で浅間橋まで整備する。完成後は緑区役所から浦和駅までは一直線に結ばれる。
浦和駅周辺の渋滞を解消する4車線の環状道路計画の一部となっている（他に産業道路・道場三室線・新大宮バイパス）。

## 路線状況
浦和駅東口南側から原山まで2車線の道路（日の出通り）があり、2007年（平成19年）以降、浦和駅を中心に部分的に4車線化がなされていた。後に、1工区の浦和区東高砂町から同前地三丁目までは2009年（平成21年）12月に4車線での供用が開始された。
また、前地三丁目の埼玉県道34号さいたま草加線交点から埼玉県道35号川口上尾線（産業道路）までの太田窪工区延長762 mも2010年（平成22年）2月26日に都市計画事業認可され、用地は2010年度（平成22年度）に取得開始し、2013年度（平成25年度）に工事着手した。事業年度は2024年度（令和6年度）までとされている。
一方、埼玉県道213号曲本さいたま線（中山道）と浦和駅西口南側の間は西側へ一方通行の道であったが、田島大牧線（高砂）として2007年（平成19年）から事業が開始され、現在では中山道から浦和駅高架下までの区間が暫定的に2車線で供用されている。
2工区（南区別所一丁目の国道17号から浦和区岸町七丁目の中山道まで）の区間 (680 m) は2000年（平成12年）3月から事業が開始され、2016年（平成28年）度末の供用開始を見込んでいたが、1軒の立ち退きが進まず開通予定の延期を繰り返していた。2021年（令和3年）3月30日に2工区延長680 mが4車線で暫定開通した。
埼玉県道1号さいたま川口線旧道（広ヶ谷戸原山線）から国道463号現道（越谷街道）にかけては埼玉県道1号さいたま川口線バイパス（第二産業道路）周辺の一部を除き東浦和第二土地区画整理事業により換地・整備が実施中である。2019年（令和元年）8月1日に、プラザイースト南側の緑区中尾1485番地付近のごくわずかな部分が開通。
2025年（令和6年）3月17日には、太田窪工区（前地 - 太田窪北交差点）が4車線化した。

## 地理

### 通過する自治体
- さいたま市
  - 桜区 - 南区 - 浦和区 - 緑区

### 交差する路線
- 新大宮バイパス・首都高速埼玉大宮線
- 武蔵野線
- 東北新幹線・埼京線
- 国道17号
- 埼玉県道213号曲本さいたま線（旧中山道）
- 京浜東北線・宇都宮線・高崎線
- 埼玉県道34号さいたま草加線
- 埼玉県道35号川口上尾線（産業道路）
- 埼玉県道1号さいたま川口線（第二産業道路）

## 周辺施設
国道17号より東側
- さいたま地方裁判所
- さいたま市立教育研究所
- 埼玉県交通会館
- 浦和ワシントンホテル
- コスタ・タワー浦和
- さいたま市立高砂小学校
- 浦和パルコ
- 浦和競馬場
- さいたま市立中尾小学校
- 緑区役所
- プラザイースト
- 浦和東警察署

## ギャラリー

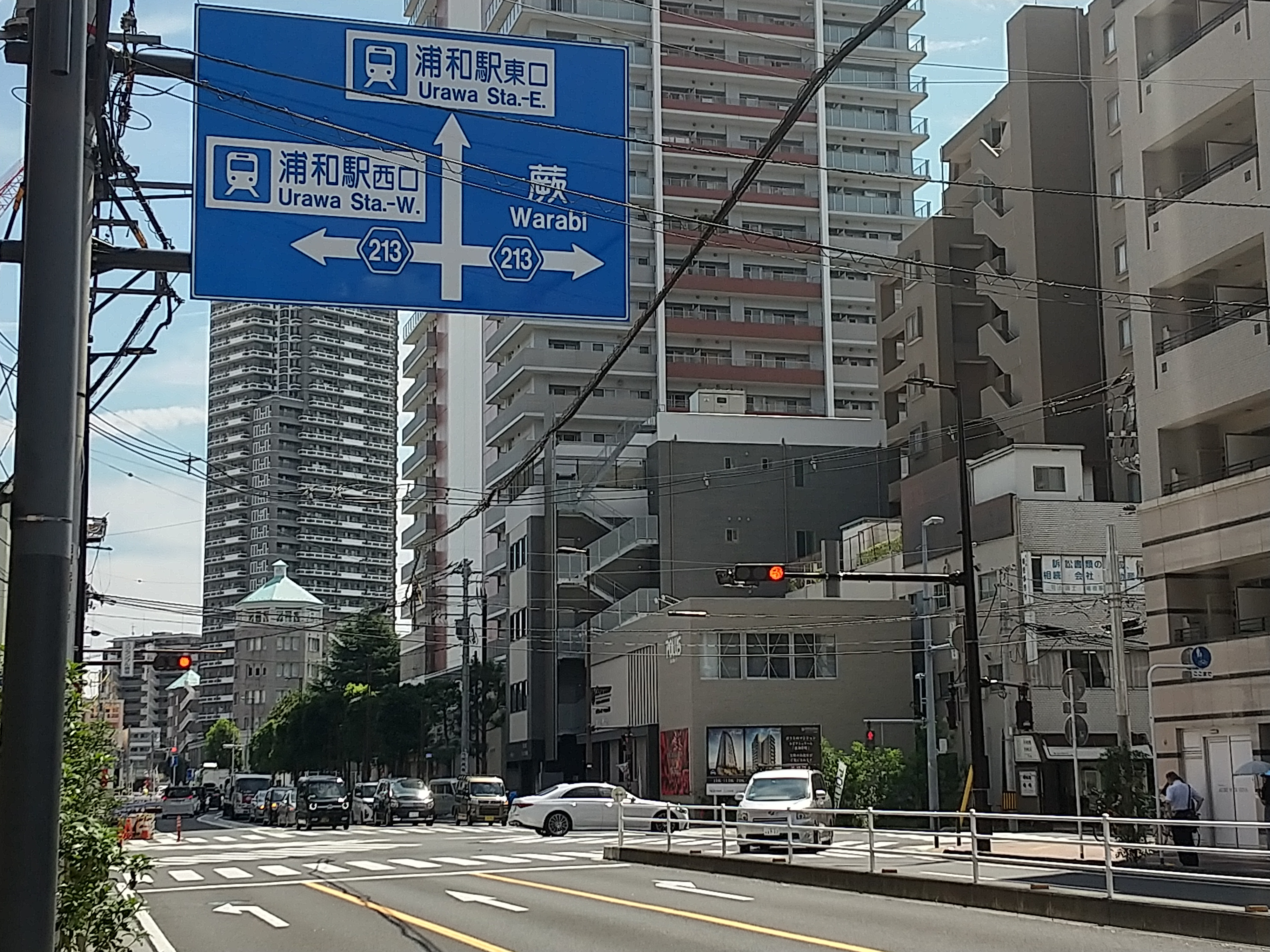
浦和区岸町付近
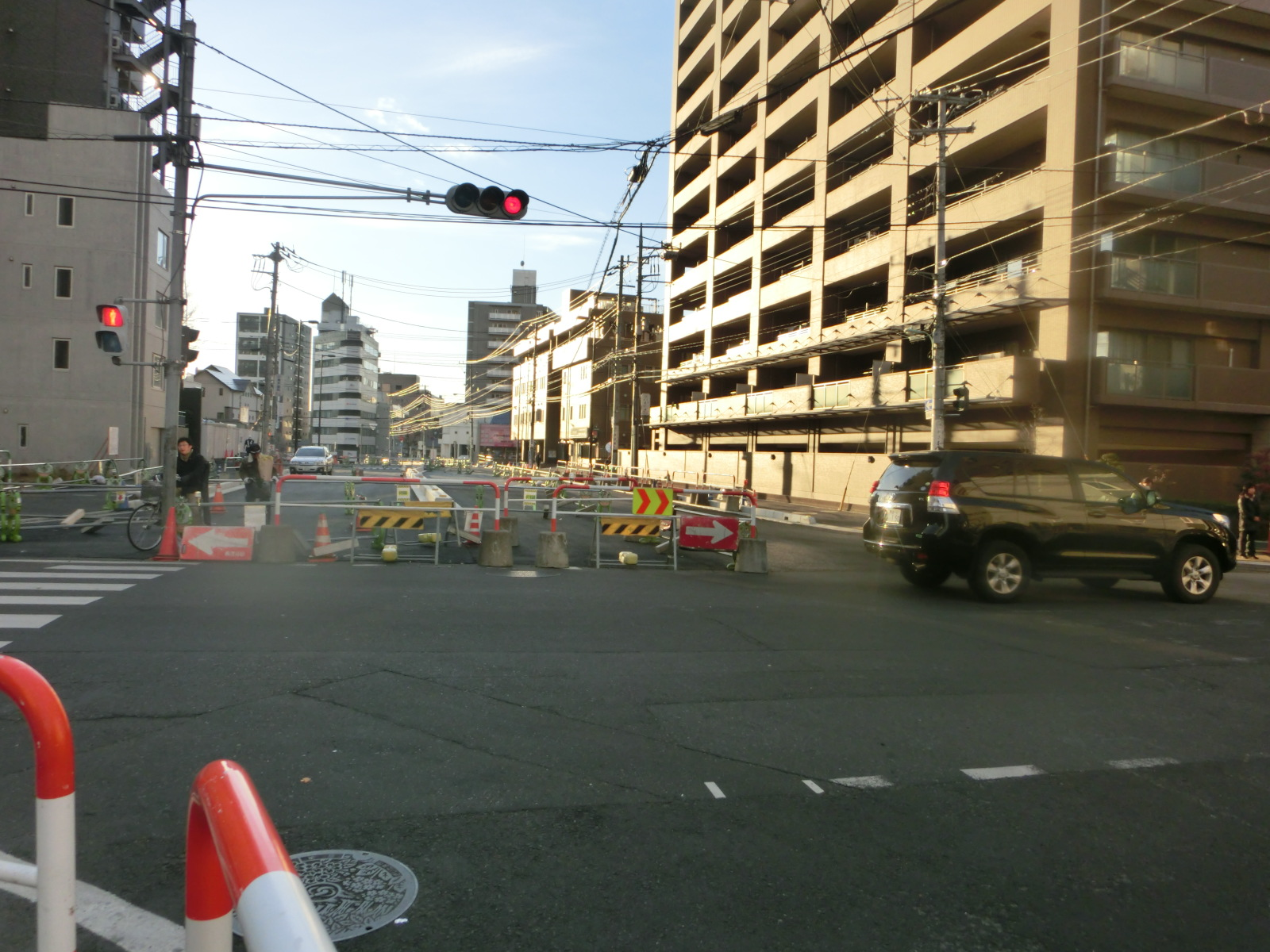
旧中山道との交差点から見た工事中の第2工区
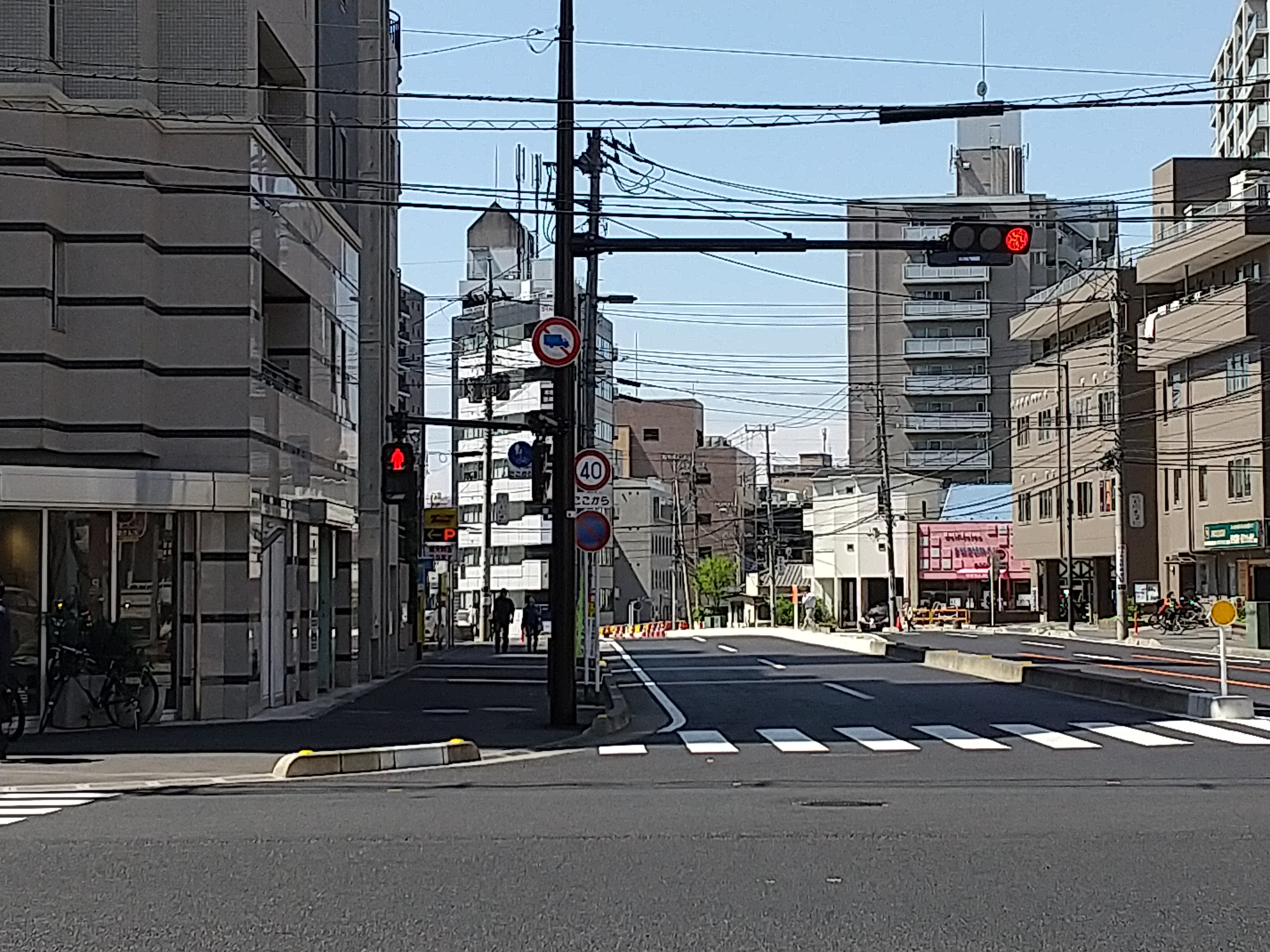
同上、暫定開通後の第2工区
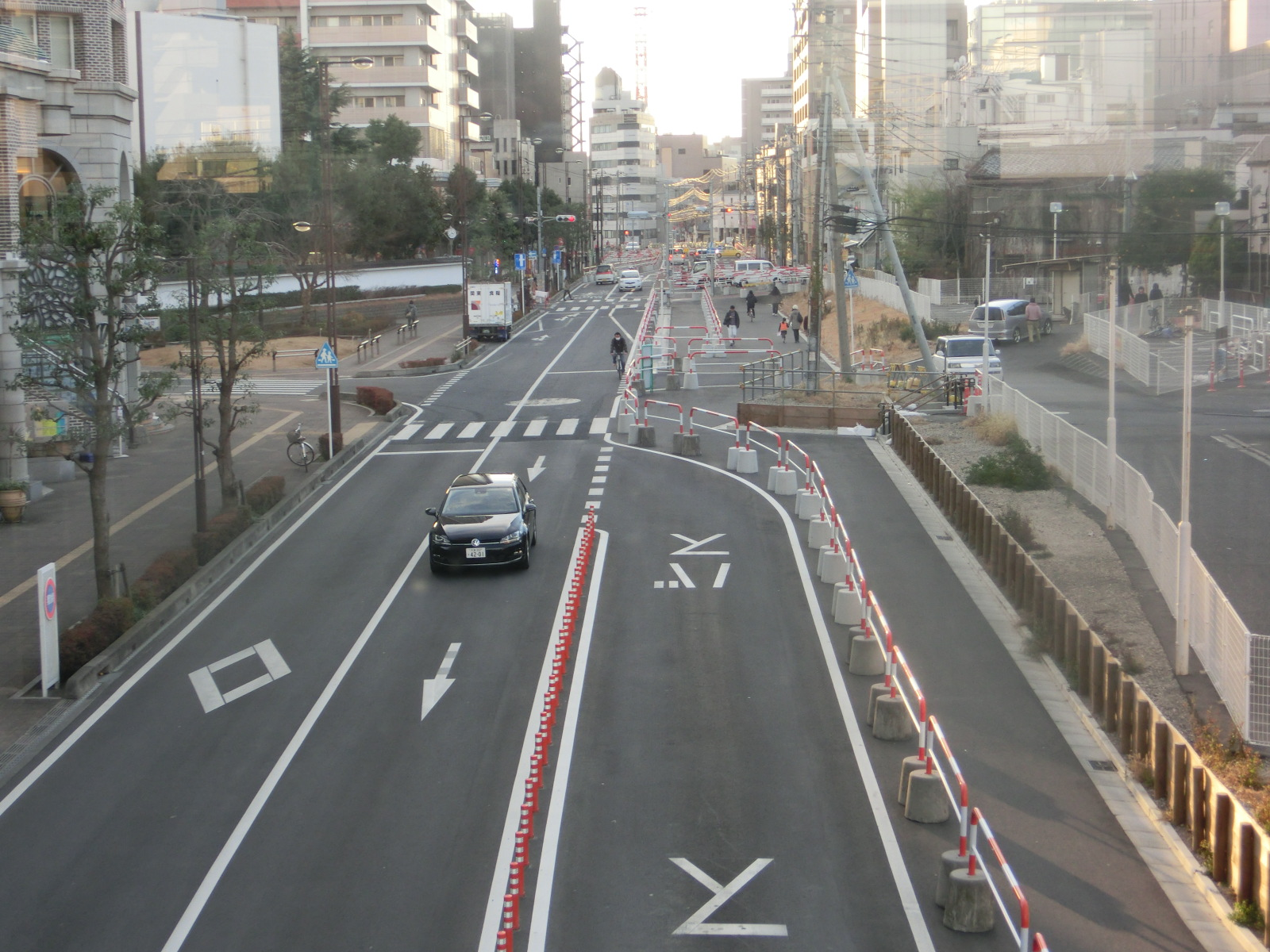
暫定2車線で供用された高砂工区
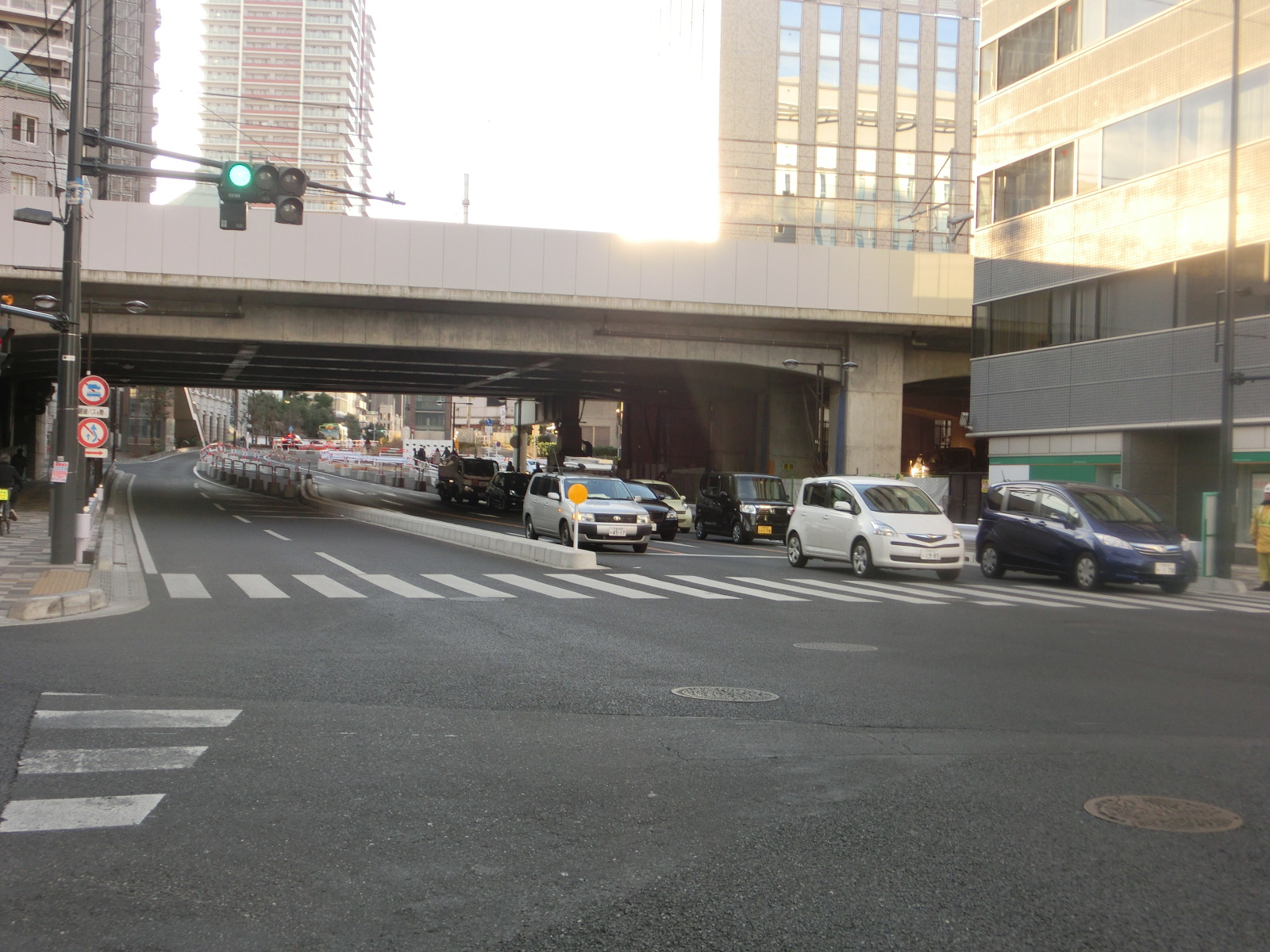
浦和駅南側で京浜東北線・宇都宮線・高崎線と交差する。ここから太田窪（北）交差点までが4車線で供用されている。